# Виткрофт (Кентаки)
Виткрофт (енгл. Wheatcroft) град је у америчкој савезној држави Кентаки.

## Демографија
По попису из 2010. године број становника је 160, што је 13 (-7,5%) становника мање него 2000. године.
| Група             | 2000.        | 2010.       |
| Белци             | 173 (100,0%) | 151 (94,4%) |
| Афроамериканци    | 0 (0,0%)     | 2 (1,3%)    |
| Азијати           | 0 (0,0%)     | 0 (0,0%)    |
| Хиспаноамериканци | 0 (0,0%)     | 0 (0,0%)    |
| Укупно            | 173          | 160         |